# Santuario della Madonna delle Grazie (Città di Castello)
Il Santuario della Madonna delle Grazie è un luogo di culto cattolico che si trova in via XI Settembre a Città di Castello.

## Storia e descrizione
Nel 1251 alcuni cittadini donano ai frati Serviti un appezzamento per potervi costruire un convento, la cui edificazione iniziò nel 1256. Più tardi, a partire dal 1306, fu costruita la chiesa, che, risultata troppo piccola, fu ampliata dal 1363 e completata nel 1381. Della primitiva costruzione gotica rimangono soltanto un portale laterale, l’abside e il campanile, mai terminato. Nel 1456 i Serviti commissionarono a Giovanni di Piamonte una tavola da collocarsi all'esterno, probabilmente in un tabernacolo, raffigurante una Madonna col Bambino tra i Santi Florido e Flippo Benizi, che però non riuscirono a saldare. Intervennero così i Domenicani che però vollero portare la tavola nella loro chiesa, ma essa tornò miracolosamente per ben due volte nel luogo che le era stato preparato. L'immagine divenne presto molto venerata per le grazie che si riteneva concedesse, tanto da assumere semplicemente la denominazione di Madonna delle Grazie. Infatti nel 1489 venne costruita un'apposita cappella, separata dalla chiesa con un muro, per custodire l'immagine miracolosa, e nel 1514 fu costituita un'apposita Compagnia che nella cappella pose il proprio oratorio. Più tardi, tra 1641 e 1643, la cappella fu affrescata da Bernardino Gagliardi. Nel 1659 fu abbattuta la parete che divideva la cappella della Madonna delle Grazie dalla chiesa, creando un accesso diretto ad essa.
Nel 1703 la chiesa fu ristrutturata dopo un terremoto avvenuto in quello stesso anno e nel 1789 la chiesa assunse l'aspetto attuale dopo una nuova ristrutturazione seguita ad un altro terremoto. Negli anni sessanta dell'Ottocento venne costruita la nuova abside. Nel 2013 la chiesa fu restaurata, specialmente nelle coperture, dopo il terremoto della primavera di quell'anno. Tra 2020 e 2023 si sono invece svolti lavori di consolidamento, restauro e adeguamento liturgico della Cappella della Madonna delle Grazie, con l'aggiunta di un nuovo altare.
All'esterno si può notare, della costruzione trecentesca, il portale ogivale che si apre sul fianco. Il campanile posto in prossimità dell'abside, è un altro elemento rimanente della chiesa gotica: sebbene non completato, riprende la tipologia di quello di San Domenico, impostato su quattro pilastri, con il fusto che presenta fasce alternate di mattoni e di pietra, che termina in una cella aperta su quattro lati da monofore centinate e coperta da una piramide con manto in coppi. La facciata, semplicemente intonacata, aperta da un portale e corredata da un orologio, è quella settecentesca.
L’interno è a navata unica, di aspetto settecentesco, ma già classicheggiante, scandito da nicchie ad arco; gli altari barocchi in legno intagliato e dorato non sono pertinenti e provengono dalla chiesa di San Domenico. Subito a sinistra si apre l’Oratorio della Compagnia della Madonna, costruito nel 1489 ma rimaneggiato nel 1640 circa. L'altare in fondo custodisce, dietro uno sportello di solito chiuso, la tavola della Madonna col Bambino tra i Santi Florido e Filippo Benizi, venerata come “Madonna delle Grazie”, dipinta da Giovanni da Piamonte, seguace ed aiuto di Piero della Francesca, firmata e datata 1456. L’opera, l'unica del pittore che reca firma e data, è da sempre oggetto di grande devozione da parte dei tifernati, che in passato potevano vederla e venerarla soltanto due volte l’anno, il 26 agosto per la festa liturgica e il 2 febbraio, festa della Presentazione di Gesù al Tempio. Oggi viene scoperta il 26 di ogni mese. Lo sportello che custodisce l'immagine è incorniciato da un dipinto con Angeli adoranti e ai lati sono due dipinti con l'Arcangelo Gabriele e la Vergine Annunziata, dipinti nel 1935 dal pittore e restauratore Elia Volpi nello stile di Andrea del Sarto. Le lunette nella parte superiore delle pareti sono state affrescate tra 1641 e 1643 da Bernardino Gagliardi con Storie della vita di Maria, Santi e Profeti.
Nella cappella del Transito, a cui si accede dalla parete destra, è conservato un notevole affresco raffigurante il Transito della Vergine, attribuito ad Ottaviano Nelli, databile al 1436 circa, quando il pittore dipingeva anche nella vicina Sansepolcro.
Alla parete destra della navata, vicino all'ingresso, è una tela del tifernate Giovanni Ventura Borghesi con Cristo risana la cancrena a San Pellegrino Laziosi. Dello stesso autore, in sacrestia, un'altra tela con la Vergine e i sette fondatori dell’Ordine dei Serviti (entrambi risalgono alla fine del XVII secolo). 
I due altari cinquecenteschi provengono dalla Chiesa di San Domenico. L'altare a destra, intagliato e dorato, con i nomi dei committenti Antonio Libelli e la moglie Bianca Gestati, recava al centro l’Annunciazione di Raffaellino del Colle datata 1560 ed ora in Pinacoteca, e conserva ancora, dello stesso pittore, la predella e gli scomparti laterali. Al posto del dipinto più antico si trova oggi la Trinità di Bernardino Gagliardi, dipinta nel 1633 per l’omonima confraternita tifernate. L'opera avrebbe dovuto essere una perfetta copia della pala eseguita dal Reni alla metà degli anni Venti per la Trinità dei Pellegrini a Roma, ma il pittore preferì non limitarsi ad una semplice copia e, pur rimanendone prossimo nello stile, volle apportare alcune modifiche alla composizione. L'altare a sinistra, anch'esso intagliato e dorato e centinato, custodiva la Pentecoste di Alessandro Forzori, anch’essa in Pinacoteca, del quale pittore è forse la lunetta con Dio Padre. Al suo posto è oggi uno stendardo con la Madonna con il Bambino con i Santi Florido, Filippo Benizi e due Angeli, opera di Vincenzo Chialli del 1825.
Adiacente alla chiesa è l’ex Convento servita, dove nel secolo scorso ebbero sede il “pellagrosario” e successivamente una sezione dell’Ospedale Psichiatrico di Perugia.